# Chipley
Chipley es una ciudad ubicada en el condado de Washington en el estado estadounidense de Florida. En el Censo de 2010 tenía una población de 3.605 habitantes y una densidad poblacional de 332,67 personas por km².

## Geografía
Chipley se encuentra ubicada en las coordenadas 30°46′32″N 85°32′26″O / 30.77556, -85.54056, en la región conocida como mango de Florida, a poca distancia al sur de Alabama. Según la Oficina del Censo de los Estados Unidos, Chipley tiene una superficie total de 10.84 km², de la cual 10.84 km² corresponden a tierra firme y (0%) 0 km² es agua.

## Demografía
Según el censo de 2010, había 3.605 personas residiendo en Chipley. La densidad de población era de 332,67 hab./km². De los 3.605 habitantes, Chipley estaba compuesto por el 68.24% blancos, el 26.85% eran afroamericanos, el 0.8% eran amerindios, el 1.14% eran asiáticos, el 0.08% eran isleños del Pacífico, el 0.47% eran de otras razas y el 2.41% pertenecían a dos o más razas. Del total de la población el 2.94% eran hispanos o latinos de cualquier raza.